# Šanov 1
Šanov 1 je punková kapela z Teplic založená roku 1987 a nesoucí název podle městské čtvrti Teplic, ze které všichni zakládající členové pocházeli.

## Historie
Kapelu v roce 1987 založili baskytarista a zpěvák Pavel Báča s bubeníkem Pavlem Kyselkou a asi po týdnu zkoušení se k nim přidal kytarista a zpěvák Petr „Biafra“ Čermák. Po nějaké době se k nim přidal Karel Kalousek. Ze začátku se kapela bála veřejně vystupovat, ale nakonec ke koncertování přistoupila a měla svůj první koncert v Klubu 11 na Strahově. Kapela měla velice provokativní písně kritizující jak společnost, tak komunistický režim. Kapela fungovala 9 let do roku 1996. Následně mimo pár malých koncertů  aktivně nefungovala do roku 2000, poté přišly změny v sestavě a kapela začala opět fungovat až do dnešních dní. V roce 1988 byla kapela dokonce společně s HNF považována za nejlepší českou punkovou skupinu. Šanov 1 měl také jako jedna z mála českých punkových kapel vystoupit v zahraničí a to na menších koncertech v Berlíně a Polsku.

## Členové

### Současní členové
- Nikita Boy – baskytara a zpěv
- Rodym Kobert – kytara a zpěv
- „Plechy“ – bicí

### Dřívější členové
- Pavel Báča – baskytara a zpěv
- Pavel Kyselka – bicí
- Petr „Biafra“ Čermák – kytara a zpěv
- Karel „Galantní“ Kalousek – kytara a zpěv
- Julius Horváth – bicí
- Radovan Uhlíř – zpěv
- Milan „Fred“ Pištěk – bicí
- Miroslav „Vosa“ Vosička – basa a zpěv
- Martin „Mamutt“ Kredba – kytara
- Vlasta Fridrich – bicí
- Petr „Dr.Matlák“ Šuba – bicí a zpěv
- Honza „Kuře“ Picek – kytara a zpěv

## Diskografie
- Konec Světa (1990)
- On The Shit (1992)
- Eso 55 – Čágo Lágo Magoři!!! (1995)
- Acid Mouse (2002)
- Stejný Krysy Jako Kdysy (2003)
- Music War (2006)
- Delikatesy (2011)
- Osmá Renesance (2016)